# Facerea lui Adam
Facerea lui Adam este o pictură realizată în tehnică fresco de Michelangelo pe plafonul Capelei Sixtine în anii 1508-1512.